# Celleporina caliciformis
Celleporina caliciformis är en mossdjursart som först beskrevs av Jean Vincent Félix Lamouroux 1816.  Celleporina caliciformis ingår i släktet Celleporina och familjen Celleporidae.
Artens utbredningsområde är havet utanför Belgien. Inga underarter finns listade i Catalogue of Life.